# Japán kávéház

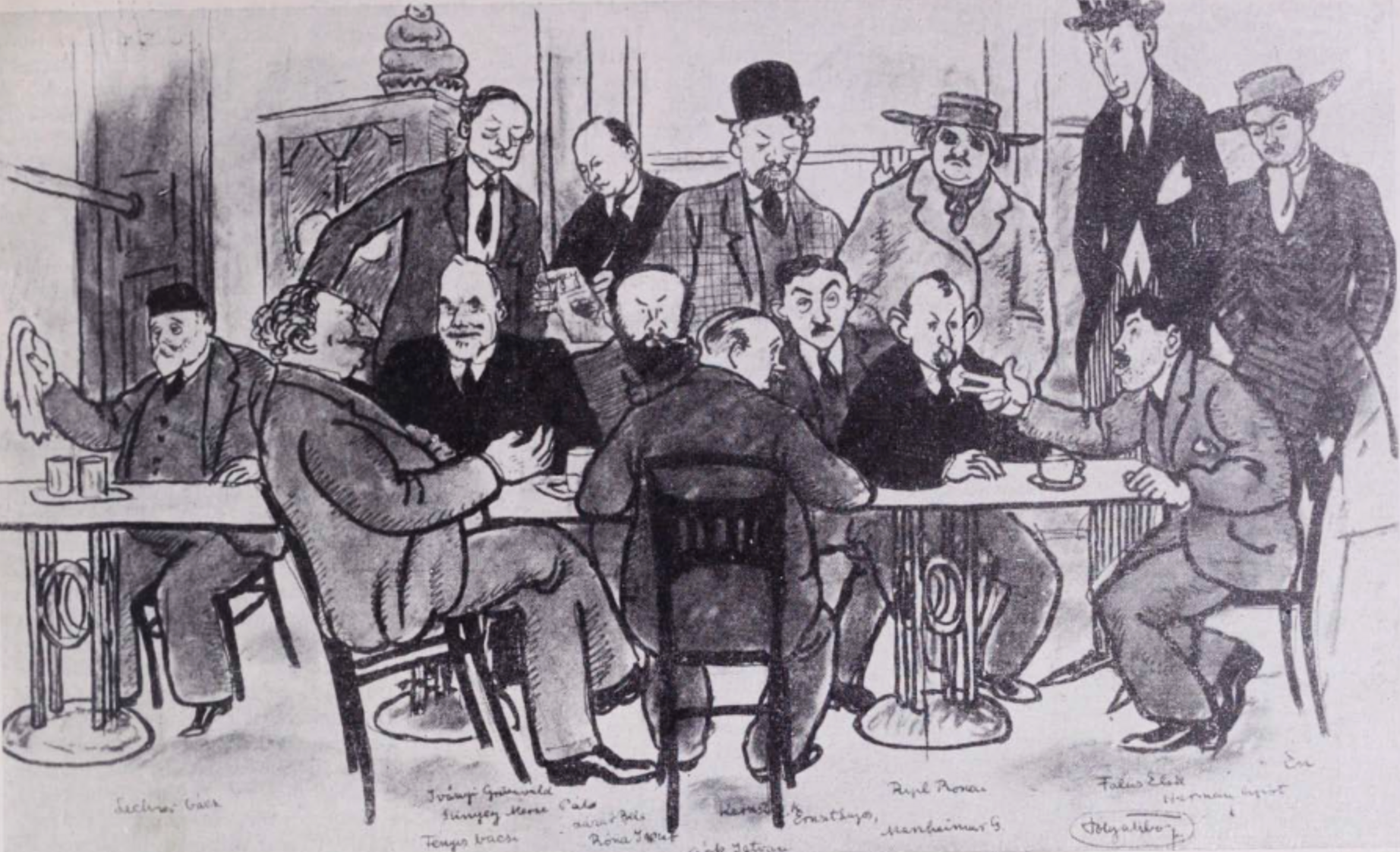
A Japán kávéház művészasztala (1912)

A Japán kávéház Budapesten, az Andrássy út 45. szám alatt 1894. január 6-án  megnyílt kávéház volt. Nevét színes, japonista életképű díszített fali csempéiről kapta, melyet Müller (Molnár) Pál, a fővárosi felső iparrajz iskola tanára, a Fischer-féle majolikagyár munkása, majd főfestője, a Magyar Iparművészeti társulat tagja tervezett. Telefonfülkéjének szecessziós üvegablakát Rippl-Rónai József tervezte, Róth Miksa kivitelezte.

## Története
A pesti művészvilág valamennyi szakmai területéről jártak ide, híres asztaltársaságai voltak költőkből, írókból, újságírókból (Kassák Lajos, Szép Ernő, Nagy Lajos, Tersánszky Józsi Jenő, Rejtő Jenő, Bródy Sándor és József Attila), színészekből (Latabár testvérek), humoristákból (Kellér Dezső), karikaturistákból (Pólya Tibor), artistákból, revü- és operett táncosnőkből.
A MIÉNK képzőművészekből álló köre az Abbázia kávéházból telepedett át a Japán kávéházba, ahol barátságosabb, művészet- és művészpártolóbb volt a légkör. A Munkácsy-céh tagjainak is itt volt a törzshelye (Lázár Béla, Márk Lajos), nemcsak MIÉNK-nek (Szinyei Merse Pál, Lechner Ödön, Ferenczy Károly, Rippl-Rónai József, Kernstok Károly). Jó időben kint ültek a teraszon és ott folytattak eszmecserét.
A Japán kávéház a két világháború közt (1928-1942) élte fénykorát, amikor Kraszner Menyhért volt a tulajdonos. Kiváló konyhát és cukrászatot vezetett, s adott hitelbe enni a kispénzű művészeknek, gyakran egy-egy szegény sorú képzőművészeti főiskolásnak is juttatott kosztot.
Napjainkban az Írók Boltja működik az épületben.

## Emlékezete

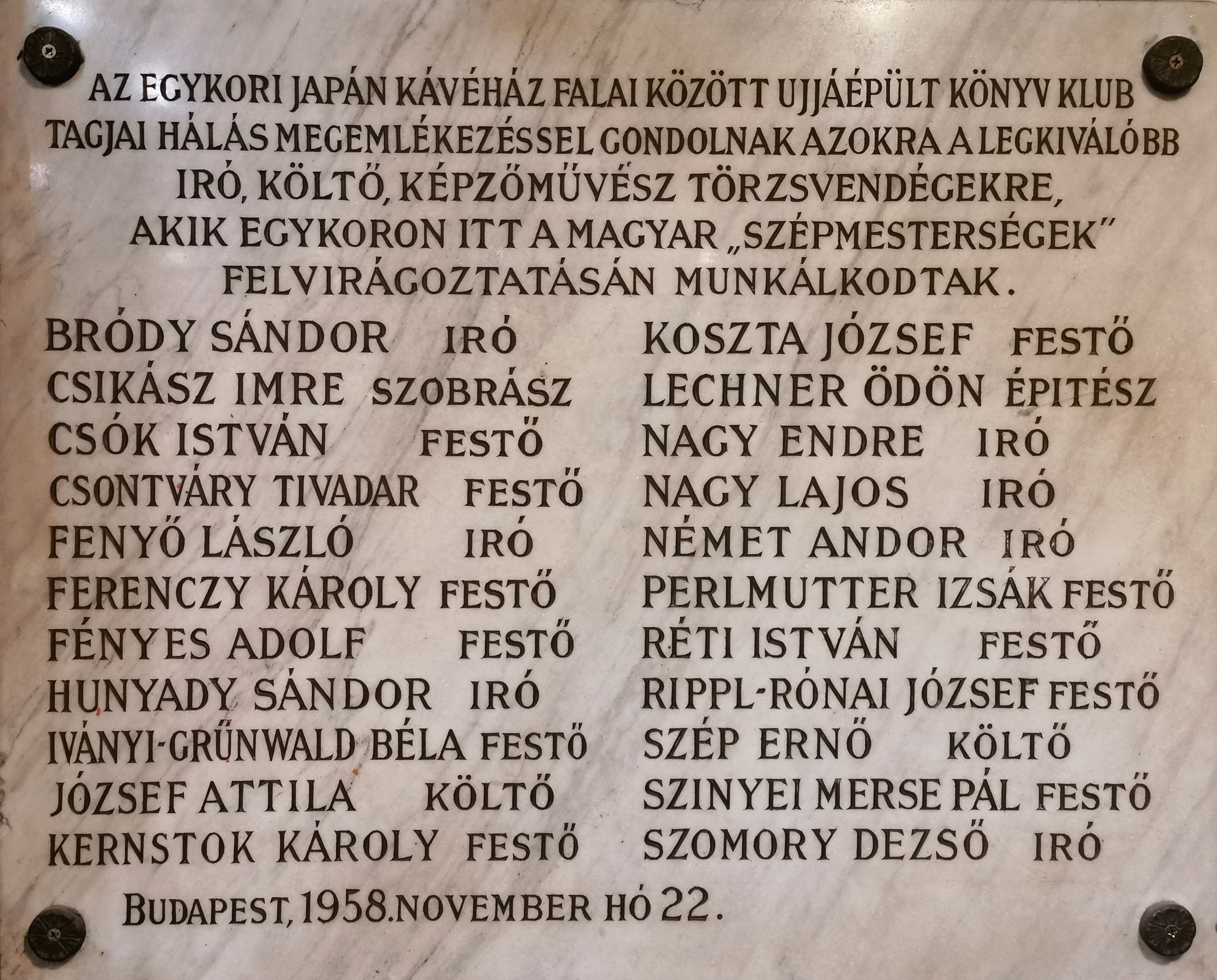
Emléktáblája

- Érintőlegesen felbukkanó helyszín Kondor Vilmos Budapest noir című bűnügyi regényében.